# فوبار
اصطلاح‌های فوبار (‎/ˈfuːbɑːr/‎ انگلیسی:foobar) یا فو و دیگران مانند «اولین شی‌گرایی» ("First Object Oriented"") و «دلیل دلخواه باینری» ("Binary Arbitrary Reason") به عنوان نام رزرو شده در برنامه‌نویسی کامپیوتر یا در اسناد و مدارک مرتبط با کامپیوتر استفاده می‌شود. از این اصطلاح‌ها برای نام‌گذاری متغیرها، توابع یا دستوراتی که هویت آنها بی‌اهمیت است و تنها برای نشان دادن یک مفهوم‌اند به کار می‌رود.